# Jussi Halla-aho
Jussi Kristian Halla-aho (nacido el 27 de abril de 1971) es un político finlandés y Miembro del Parlamento Europeo por Finlandia. Entre 2017 y 2021 fue el líder del partido Verdaderos Finlandeses, parte de los Conservadores y Reformistas Europeos.
Halla-aho fue inicialmente fue elegido para el Consejo de la Ciudad de Helsinki en 2008 y el parlamento finlandés en las elecciones de 2011. En 2014 fue elegido al Parlamento Europeo. El 13 de marzo de 2017, Halla-aho que estaría al frente de su partido en las elecciones internas de ese año. El 10 de junio de 2017, fue elegido líder del Partido Verdaderos Finlandeses.

## Primeros años
Halla-aho nació y creció en Tampere y vivió allí por 24 años. Su madre provenía Alajärvi. En la década de 1980, viajó a la Unión Soviética con su padre, que era conductor de bus. El viaje inspiró sus ideas anti izquierdistas. Cuando Halla-aho fue joven trabajó como mesero. Cuando fue llamado para la conscripción, en lugar del servicio militar eligió el servicio civil. Luego expresó desprecio sobre aquella decisión, la llamó una "estúpida protesta política", y elogiando el sistema de conscripción militar.